# Samba de Amigo
Pour les articles homonymes, voir Amigo.

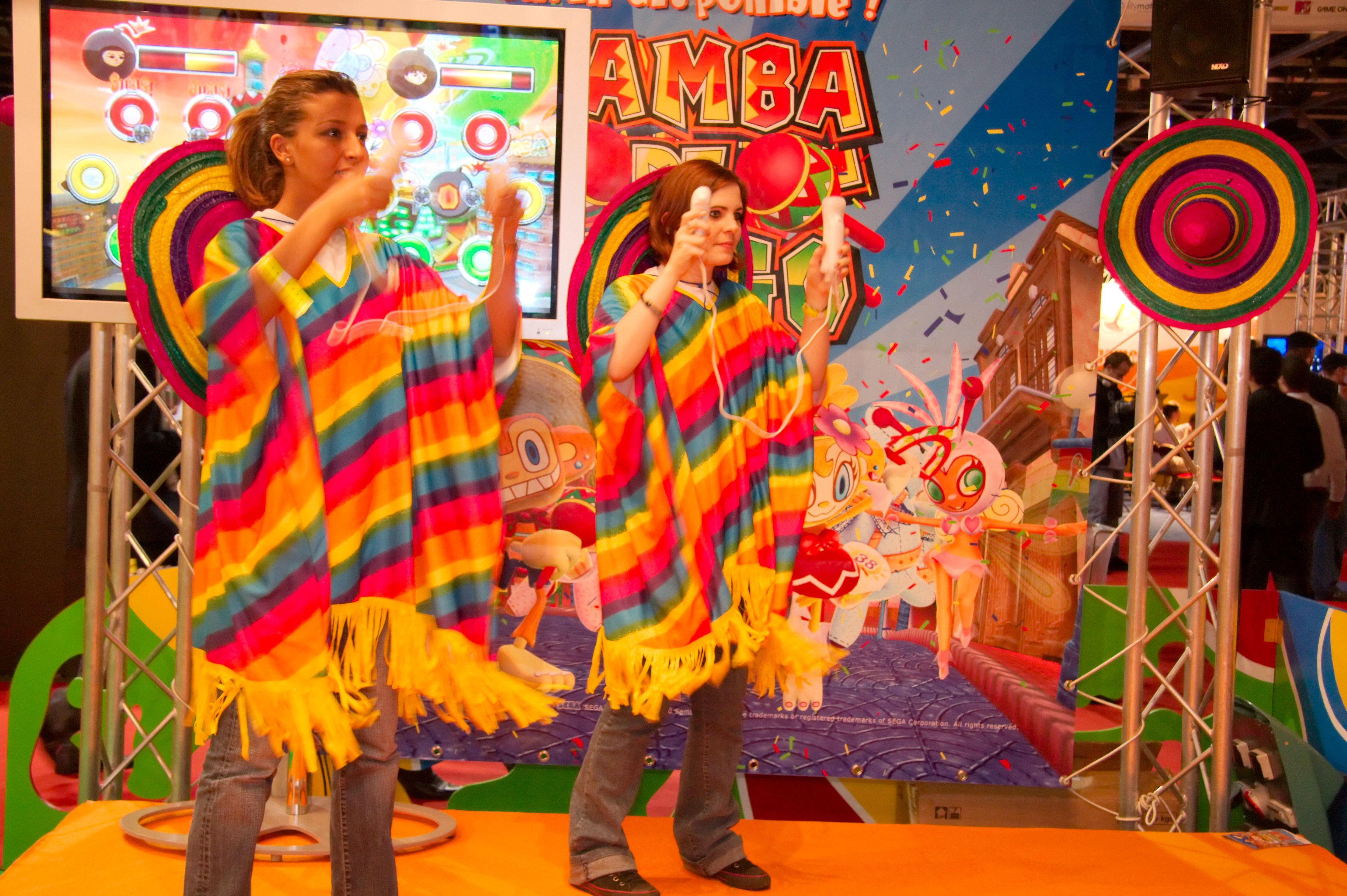
Stand Samba de Amigo au Festival du jeu vidéo 2008.

Samba de Amigo est un jeu vidéo de rythme développé par Sonic Team et édité par Sega, se jouant avec des maracas, sorti sur arcade (système Naomi) en 1999 puis porté sur Dreamcast en 2000.
Une nouvelle version du jeu sur Wii a été présentée lors de la Japan Expo en juillet 2008, où les maracas sont remplacés par deux wiimotes ou le combiné wiimote/nunchuk.

## Système de jeu
Le joueur  doit bouger en rythme dans 3 positions différentes des manettes maracas (dans la version Dreamcast ou Arcade) et le combo 2 Télécommande Wii ou wiimote/nunchuk (Wii) exactement comme des maracas. Le jeu utilise des musiques connues de la fin des années 1990 ou début des années 2000, par exemple Macarena ou Samba de janeiro.

## Accueil
- Joypad : 8/10 (DC)[1]